# Наливайко, Дмитрий Сергеевич
Дмитрий Сергеевич Наливайко (6 ноября 1929, Понорница, Коропский район — 6 февраля 2023) — советский и украинский литературовед, специалист по сравнительного исследования мировой и украинской литературы. Доктор филологических наук, профессор, действительный член НАН Украины, заведующий отделом компаративистики Института литературы имени Тараса Шевченко НАН Украины. С 2013 года — почётный профессор Киево-Могилянской академии.

## Биография
Родился 6 ноября 1929 года в пгт. Понорница (ныне Коропский район, Черниговская область, Украина).
- 1949—1953 — обучение в Сумском государственном педагогическом институте на историко-филологическом факультете (Сумской государственный педагогический университет имени А. С. Макаренко).
- 1953—1954 — учитель истории, русского языка и литературы в средней школе (ныне Скала-Подольский поселковый совет, Тернопольская область)
- 1954—1957 — аспирант кафедры зарубежной литературы ЛГПИ имени А. И. Герцена.
- 1960 год — защита кандидатской диссертации на тему: «Французская буржуазная революция 1789—1794 гг. в творчестве Анатоля Франса»[3].
- 1957—1971 — старший преподаватель, доцент кафедры русской и зарубежной литератур Нежинского государственного пединститута имени Н. B. Гоголя.
- 1971—1982 — доцент кафедры русской и зарубежной литературы КГПИ имени M. П. Драгоманова.
- 1982—1994 — доцент кафедры русской и зарубежной литературы КГУ имени T. Г. Шевченко.
- 1987 — защита докторской диссертации в МГУ имени М. В. Ломоносова на тему: «Теоретическая история реализма в европейских литературах».
- 1987 — главный научный сотрудник Института литературы имени T. Г. Шевченко HAHУ
- 1991 — профессор кафедры русской и зарубежной литературы КГУ имени T. Г. Шевченко.
- С 1992 года — член-корреспондент HAHУ
- С 1992 года — профессор Национального университета «Киево-Могилянская академия» (1994—1997— заведующий кафедры компаративистики, 1998 — проф. кафедры филологии).
- 2012 — действительный член НАНУ
- 2013 год — почётный профессор Киево-Могилянской академии.

Скончался 6 февраля 2023 года.

## Научные интересы
- зарубежная литература в целом и французской в частности;
- компаративные исследования мировой и украинской литературы;
- синестезия искусств.

## Избранные публикации
Биобиблиография из 239 названий (учтены только публикации за период от 1959 до 1995 года) издана в 1999 году в связи с семидесятилетием Дмитрия Наливайко.

## Преподавательская деятельность
Разнообразные курсы по истории мировой и украинской литературы, в частности много курсов французской литературы, компаративистики и литературных влияний читались в таких вузах:
- Нежинский педагогический институт (1957—1971)
- Киевский педагогический институт (1971—1982)
- КГУ имени Т. Г. Шевченко (1982—1994)
- Национальный университет «Киево-Могилянская академия» (1994—2004)

## Награды и премии
- Государственная премия Украины имени Тараса Шевченко (1999) — за книгу «Глазами Запада. Рецепция Украины в Западной Европе XI—XVIII веков»